# Пасхалакис, Александрос
Алекса́ндрос Пасхала́кис (греч. Αλέξανδρος Πασχαλάκης; 28 июля 1989, Афины, Греция) — греческий футболист, вратарь клуба «Олимпиакос» и национальной сборной Греции.

## Клубная карьера
Пасхалаикс — воспитанник клуба «Олимпиакос». В 2005 году он был на стажировке в турецком «Галатасарае», но контракт не был подписан из-за большого количества иностранных игроков в составе турецкого клуба. В том же году Александрос вернулся на родину и примкнул к «Ильполису». За основной состав он так и не дебютировал. В 2008 году Пасхалакис перешёл в «Левадиакос». 30 июля 2011 года в матче против «Диагораса» он дебютировал в Первой лиге Греции. Летом 2012 года Александрос в поисках игровой практики перешёл в кипрский ПАИК, но и там не смог её получить. В начале 2014 года Пасхалакис присоединился к «Пантракикосу». 2 февраля в матче против «Верии» он дебютировал в греческой Суперлиге.
Летом 2015 года Пасхалакис перешёл в ПАС Янина. Первый сезон он был дублёром и на поле не выходил. В 2016 году в матче против столичного «Атромитоса» он дебютировал за новый клуб.
Летом 2017 года Александрос перешёл в ПАОК. 2 декабря в матче против «Ксанти» он дебютировал за новую команду. По ходу сезона Пасхалакис выиграл конкуренцию у Родриго Рея и стал основным вратарём команды. В 2018 году он помог клубу завоевать Кубок Греции. 8 августа 2018 года в матче квалификации Лиги чемпионов против московского «Спартака» Пасхалакис отразил пенальти от Квинси Промеса и помог своей команде добиться первой победы на российским клубом.

## Достижения
ПАОК
- Чемпион Греции: 2018/19
- Обладатель Кубка Греции (3): 2017/18, 2018/19, 2020/21

«Олимпиакос»
- Победитель Лиги Конференций: 2023/24